# Círculo de Diema
Diéma es una subdivisión administrativa (cercle o círculo) de la región de Nioros, en Malí. En abril de 2009 tenía una población censada de 211 772 habitantes y estaba formada por las siguientes comunas o municipios, que se muestran igualmente con población de abril de 2009:
- Dianguirdé 11,988
- Diéma 30,470
- Dioumara Koussata 16,280
- Fassoudébé 5,470
- Gomitradougou 7,296
- Grouméra 11,519
- Guédébiné 5,089[1]